# Такырная круглоголовка
Такырная круглоголовка (лат. Phrynocephalus helioscopus) — вид ящериц из рода круглоголовок семейства агамовых.

## Внешний вид
Общая длина достигает 7 см. Хвост относительно короткий, его длина не превышает длину тела. Самки немного крупнее самцов. Имеет характерный профиль морды, верхняя поверхность которой почти отвесно переходит к губе, так что ноздри не видно при рассмотрении сверху. Туловище короткое, приплюснутое, верхняя сторона туловища покрыта разнородными чешуйками. Спинная чешуя немного больше боковой, иногда со слабо выраженными рёбрышками, отдельные чешуйки или их группы на спине, по бокам и в основании хвоста сверху немного увеличены и несут на себе короткие шипики. По бокам тела они расположены в 3—4 продольных ряда поверх небольших бугорков. На верхней поверхности шеи небольшая, обычно хорошо выраженная поперечная складка кожи. Четвёртый палец задней ноги покрыт снизу одним рядом подпальцевых пластинок, имеющих 3—4 продольных ребра. По бокам третьего и четвёртого пальцев задних лап располагаются продольные гребни, образованные выступающими краями шиповатых чешуек. Хвост приплюснутый и широкий (у самцов несколько вздут) у основания резко утончается к концу.
Окраска верхней стороны тела очень разнообразна и зависит от общего фона окружающей среды. На тёмных почвах круглоголовки бурые или тёмно-серые, тогда как на песках и известковых почвах они светло-серого или пепельного цвета. Обычно по бокам спины располагаются вытянутые поперёк коричневые, серые или бурые пятна с неровными и размытыми очертаниями, пространство между которыми занято мелкими тёмными пятнышками. На хребте между каждой парой пятен остаются светлые промежутки, которые сливаются иногда в сплошное светлое пятно. По бокам шеи сзади головы располагаются характерные овальные розовые пятна, окаймлённые голубым или синим цветом. Голубой и розовый цвета при этом могут колебаться до синего и кирпично-оранжевого, яркого у самцов. Брюхо грязно-белого цвета с мраморным рисунком на шее и горле, который может появляться и исчезать. Хвост снизу обычно с нечеткими, тёмными поперечными полосами, окраски задней трети колеблется в разных частях ареала — оранжевое, голубое или алое. У самцов кончик хвоста снизу красный.

## Образ жизни

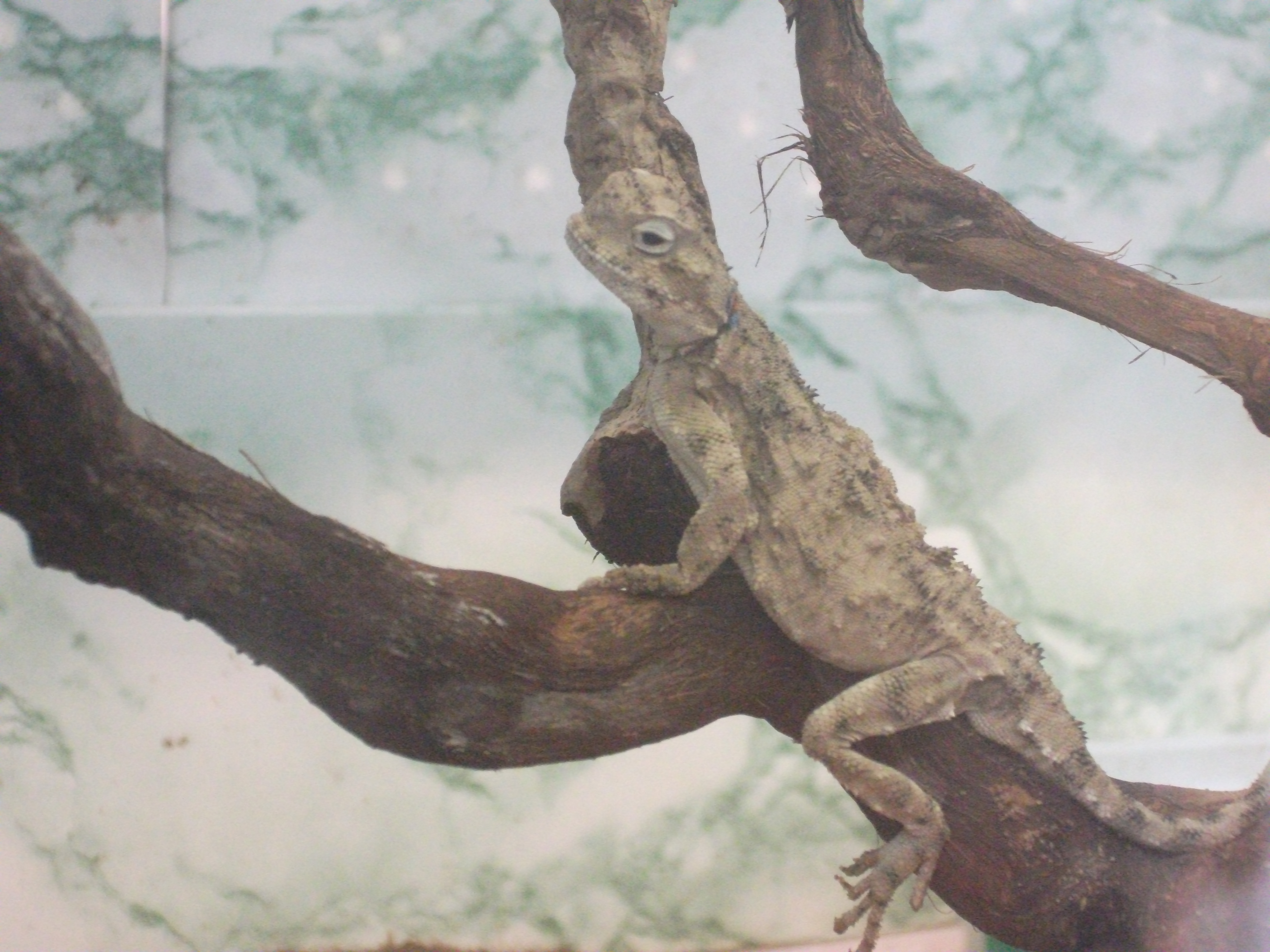

Любит плотные грунты с сильно разреженным растительным покровом: в каменистых и глинистых полупустынях, на суглинках, разного рода такыровидних участках и солончаках, реже в бугристых и закрепленных песках, встречается в понижениях между островками песков из злаково-полынной формации, песчаной акацией, белым саксаулом и другими кустарниками, а также на сельских дорогах, тропинках, по сухим руслам, по окрестностям пухлого солончака. Активна днём. Прячется в норах песчанок, тушканчиков, собственных норах, которые устраивает у подножия кустарников. Зимние норы достигают глубины до 20 см. Выходит с зимовок с середины марта до второй половины апреля. Питается насекомыми.
Это яйцекладущая ящерица. Спаривание происходит с мая по конец июля. В этот период самцы часто поднимаются на высоту (кустики или небольшие камни). Время от времени такырные круглоголовки поднимают хвост вертикально вверх, плавно сгибая его в разных плоскостях. Это поведение отличается от типичной в обычном состоянии манеры круглоголовок закручивать хвост спиралью или быстро поднимать и опускать его в частично закрученном состоянии. Самки начинают откладывать яйца в конце апреля — в середине мая, завершая первую и вторую кладки до конца июня. В кладке от 2 до 8 яиц размером 7—11 х 8,5—12,5 мм. Через 40 дней появляются молодые агамы размером 4—4,2 см.

## Распространение
Встречается на территории России (от Астраханской и южной части Волгоградской областей до крайнего юга Алтайского края), в Казахстане, Туркмении, Узбекистане, в северо-западном Китае, в северо-восточном Иране, юго-западной Монголии, на Севере Таджикистана, в Киргизии. В северо-западной Турции, на Кавказе и в Иране обитает родственный вид - персидская круглоголовка (Ph. persicus).

## Подвиды
Выделяют пять подвидов:
- Phrynocephalus helioscopus cameranoi Bedriaga, 1907
- Phrynocephalus helioscopus helioscopus Pallas, 1771
- Phrynocephalus helioscopus sergeevi Dunayev, Solovyeva & Poyarkov, 2012
- Phrynocephalus helioscopus turcomanus Dunayev, Solovyeva & Poyarkov, 2012
- Phrynocephalus helioscopus varius Eichwald, 1831

Некоторые таксоны, признаваемые сейчас отдельными видами (персидская круглоголовка, Phrynocephalus meridionalis, Phrynocephalus saidalievi), ранее рассматривались как подвиды такырной круглоголовки.